# Konrad Duden
Konrad Duden (ur. 3 stycznia 1829 w Lackhausen/Wesel, zm. 1 sierpnia 1911 w Sonnenbergu, obecnie część Wiesbaden) – niemiecki filolog, językoznawca i nauczyciel gimnazjalny, autor pierwszego słownika niemieckiej ortografii.

## Życiorys
Urodził się w Lackhausen (obecnie dzielnica miasta Wesel w Nadrenii Północnej-Westfalii) w majątku ojca Johanna Konrada Dudena, ziemianina i przedsiębiorcy i Julii Charlotte Duden. W 1838 zdaje maturę w Wesel. W latach 1846–1854 studiuje filologię klasyczną, germanistykę i historię na uniwersytecie w Bonn. Słucha wykładów Ernsta Moritza Arndta. Jako zwolennik monarchii konstytucyjnej angażuje się w wydarzenia rewolucyjne w 1848 roku. W tym samym roku przenosi się do Frankfurtu/M., gdzie pracuje jako guwerner. Jest zwolennikiem Otto Bismarcka i zjednoczenia Niemiec pod przewodnictwem Prus.
Doktoryzuje się w Marburgu na podstawie rozprawy o „Antygonie” Sofoklesa. Odbywa podróże edukacyjne, m.in. do Anglii i Szwajcarii. Kolejnych pięć lat spędza we Włoszech, głównie w Genui, gdzie pracuje jako guwerner.
W 1859 wrócił do Niemiec. Pracował jako nauczyciel w gimnazjum w Soest (lata 1859–1869), następnie (1869 -1876) sprawował funkcję dyrektora gimnazjum w Schleiz (Turyngia). W latach 1876–1905 był kierownikiem gimnazjum w Bad Hersfeld (Hesja).
Duden przechodzi na emeryturę w roku 1905 w wieku 76 lat. Zmarł 1 sierpnia 1911 roku w Sonnenbergu, jego grób znajduje się w Bad Hersfeld.

## Reforma niemieckiej ortografii
Mimo że już wcześniej powstawały podręczniki pisowni niemieckiej (m.in. Adelung), pisownia niemiecka nie była jednolita. W oficynach wydawniczych pojawiały się różne warianty zapisów, np. Tod obok Tot, studieren obok studiren. Istniała więc potrzeba wprowadzenia jednolitych reguł ortograficznych. Konrad Duden jako nauczyciel szkoły w Schleiz przygotował w roku 1872 do użytku szkolnego niewielki podręcznik do ortografii Die deutsche Rechtschreibung. Abhandlungen, Regeln und Wörterverzeichnis mit etymologischen Angaben. Sformułował tam swoje propozycje zasad pisowni, deklarując się jako zwolennik kryterium fonetycznego: „Pisz tak jak mówisz”. 

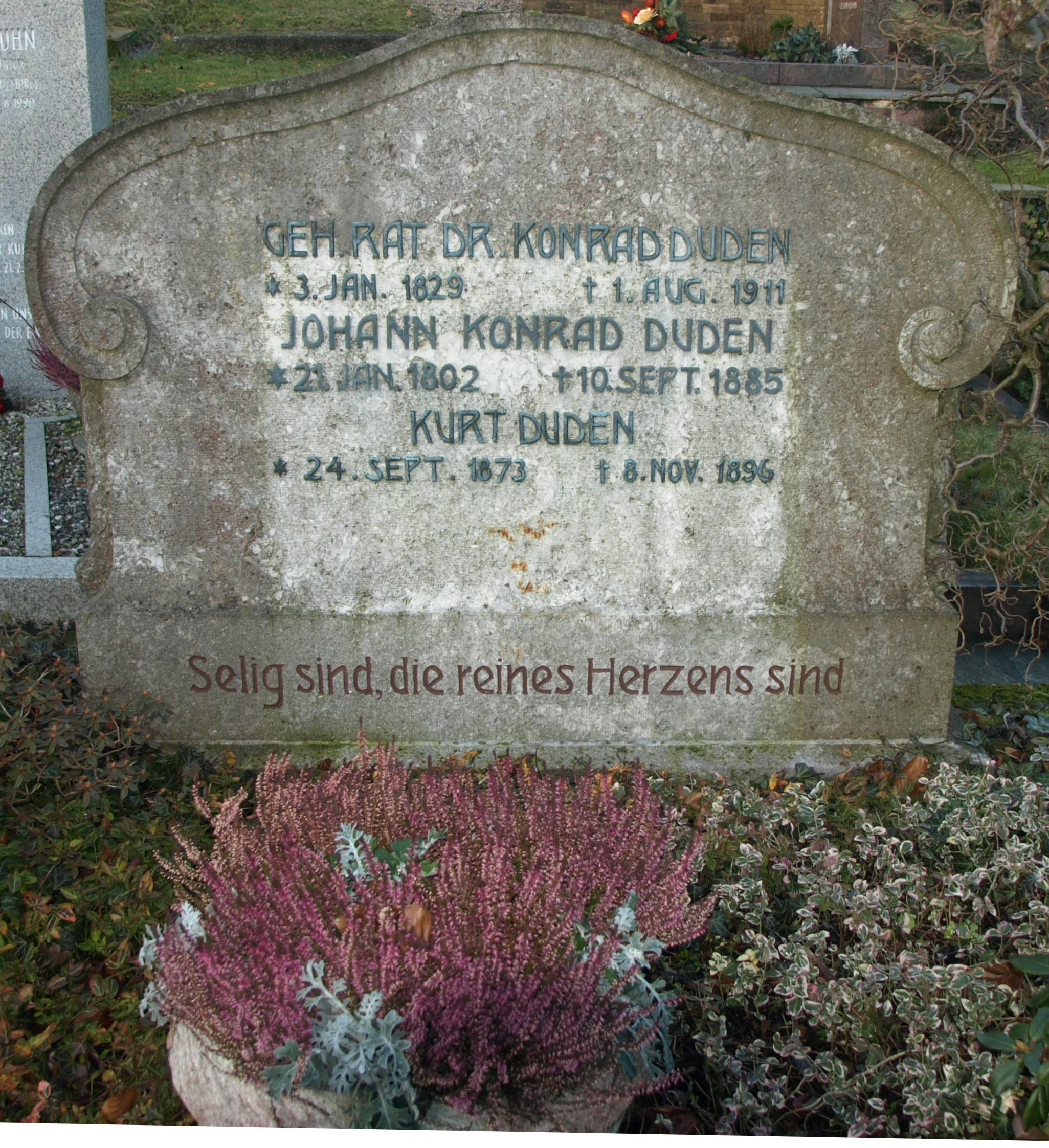
Grób Dudena

W roku 1876 odbyła się w Berlinie pierwsza konferencja poświęcona ujednoliceniu niemieckiej ortografii. Przewodniczył jej językoznawca Rudolf von Raumer, aktywnie uczestniczył w niej też Konrad Duden. Wskutek sprzeciwu Pruskiego Ministerstwa Nauki Szkolnej (Unterrichtsministerium) i samego kanclerza Bismarcka propozycje reformy pisowni nie zostały wprowadzone w życie. W oparciu o ustalenia z konferencji Konrad Duden w roku 1880 publikuje słownik Vollständiges orthographisches Wörterbuch der deutschen Sprache.
Do uzgodnienia nowych zasad pisowni dochodzi w dniach 17–19 czerwca 1901 na II Konferencji w Berlinie z udziałem językoznawców i przedstawicieli wszystkich krajów związkowych Rzeszy, a również delegatów Austrii i Szwajcarii. W 1902 roku nowe zasady pisowni zostały uwzględnione w nowym wydaniu słownika Dudena i przyjęte jako norma ogólnoniemiecka. Słownik miał wiele wydań. W 1996 roku ukazało się 21. wydanie słownika Dudena z nowymi zasadami pisowni. W 2020 ukazało się 28. poszerzone wydanie słownika ortograficznego Dudena.
Stempel „Duden” mają jednak również inne prace leksykograficzne ukazujące się w wydawnictwie Dudena, w tym słowniki ogólne, słowniki frazeologiczne i słowniki wyrazów obcych. Nazwa „Duden” jest prawnie zastrzeżona.

## Publikacje
- Die deutsche Rechtschreibung. Abhandlung, Regeln und Wörterverzeichniß mit etymologischen Angaben. Für die oberen Klassen höherer Lehranstalten und zur Selbstbelehrung für Gebildete, Verlag B.G. Teubner, Leipzig 1872 (sog. Schleizer Duden)
- Anleitung zur Rechtschreibung (2. Auflage 1878)
- Vollständiges Orthographisches Wörterbuch der deutschen Sprache, nach den neuen preußischen und bayerischen Regeln, Verlag des Bibliographischen Instituts, Leipzig 1880. Faksimile: Bibliographisches Institut, Mannheim 1980.
- Orthographischer Wegweiser für das praktische Leben. Verzeichnis sämtlicher deutschen und der meisten Fremdwörter, zahlreicher Eigennamen aus der Geographie und Geschichte, sowie vieler Personennamen der Gegenwart, in einheitlicher Schreibung. Verlag des Bibliographischen Instituts, Leipzig 1881.
- Vollständiges Orthographisches Wörterbuch für die Schule. Nach den amtlichen Regeln der neuen Orthographie. Verlag des Bibliographischen Instituts, Leipzig 1882.
- Etymologie der neuhochdeutschen Sprache, 1893
- Orthographisches Wörterverzeichnis. Reihe Meyers Volksbücher. Bibliographisches Institut, Leipzig und Wien o.J. [1902].
- Rechtschreibung der Buchdruckereien deutscher Sprache, Leipzig und Wien 1903 (auch bekannt als „Buchdruckerduden“)

## Życie prywatne
W 1861 w Soest ożenił się z Adelinde Jakob, córką niemieckiego konsula we Włoszech. Miał z nią sześcioro dzieci.

## Opracowania
- Dieter Nerius (Hg.): Konrad Dudens orthographische Schriften, Hildesheim 2005.
- Wolfgang Ullrich Wurzel: Konrad Duden – Leben und Werk. Mannheim 1998.